# Información Periodística
Información Periodística (IP Noticias) es un canal de televisión abierta argentino enfocado a la programación informativa. Es propiedad de Grupo Octubre y operada por Telearte (licenciataria de Canal 9).

## Historia

### Antecedentes
El 13 de julio de 2020, Pablo Montagna anunció el lanzamiento del canal de noticias proyectado por el Grupo Octubre, propiedad del empresario y sindicalista Víctor Santa María, el cual se produce en los estudios de televisión de El Nueve.Con la creación de IP (Información Periodística), el Grupo Octubre aspira a crear un híbrido entre C5N, del Grupo Indalo, y TN, del Grupo Clarín. "Será información sin contaminación política. No habrá contenidos editorializados, como los que tenemos en Página 12 o en AM 750", contó el mismo Víctor Santa María en una entrevista.

### Lanzamiento
IP (Información Periodística) inició sus emisiones el 17 de octubre de 2020 a las 20:00 horas, con la conducción de Diego Iglesias, Noelia Barral Grigera y Gabriel Sued. IP llega con el objetivo de volver a poner la información en el centro. Entró en la plataforma de televisión digital terrestre al nivel nacional por el subcanal virtual 24.5 en resolución estándar (SD).
El 17 de julio de 2021, el canal IP (Información Periodística) fue incorporado a la grilla de canales de Telecentro, uno de los principales proveedores de televisión por cable en Argentina.
El 20 de marzo de 2023, el canal anunció un cambio de identidad visual y de nombre, pasando a llamarse oficialmente IP Noticias. Esta renovación incluyó un nuevo logotipo y ajustes en su línea gráfica, alineados con su objetivo de modernizar su imagen y consolidarse como una fuente confiable de información. El cambio refleja la intención del canal de fortalecer su conexión con el público y adaptarse a las tendencias contemporáneas del periodismo televisivo.
El 1 de agosto de 2023, tras la renuncia de Gerardo Foia Caruso a la dirección de IP Noticias, se informó que Mariel Baiardi asumirá el cargo de directora de noticias de la señal.
El 30 de agosto de 2024, el canal experimentó un cambio significativo en su estructura. En un comunicado oficial, Grupo Octubre anunció que IP Noticias había sido adquirido por un nuevo grupo de inversores encabezado por Ariel García, un empresario de escasa trayectoria en el sector de los medios, propietario de la alimenticia 3 Arroyos. Este cambio se complementó con una renovación en el equipo de gerenciamiento, designándose a Alfredo Scoccimarro como nuevo director general del canal.
El 17 de octubre de 2024, coincidiendo con su cuarto aniversario, el canal IP Noticias renovó su identidad visual adoptando una estética más clásica y tradicional. Este cambio marcó un giro significativo en su estrategia de marca, buscando reflejar mayor credibilidad y profesionalismo, al tiempo que fortalecía su conexión con audiencias más amplias. La nueva imagen incluyó modificaciones en su logotipo, gráficos y línea estética, destacándose por su sobriedad y elegancia, en contraste con el enfoque moderno y dinámico que caracterizó su etapa inicial.
El 4 de noviembre de 2024, IP Noticias se renovó con una mayor cobertura en vivo de la información en todo el país, incorporando móviles en vivo, corresponsales en todas las provincias y nuevas incorporaciones al staff de periodistas. Esta renovación buscó potenciar la señal en su cuarto año de vida, consolidándose como una referencia en el mercado televisivo.
El 17 de febrero de 2025, IP Noticias presentó su nueva programación, incorporando figuras destacadas y apostando por la innovación con inversión en tecnología y digitalización. La principal novedad fue el inicio de su transmisión en vivo las 24 horas.
El 31 de mayo de 2025, la empresa IP Producciones SAS rescindió el contrato de gerenciamiento del canal IP Noticias debido a causas judiciales que afectaron al empresario Ariel García, quien encabezaba el grupo inversionista responsable de la administración del canal. Esta decisión se produjo en el marco de un proceso legal que obligó a García a dejar su puesto al frente del canal, lo que generó cambios significativos en la dirección y estrategia de IP.
El 1 de junio de 2025, IP emitió un comunicado verbal en pantalla informando que el canal volverá a ser gestionado en su totalidad por el Grupo Octubre. En dicho comunicado, se indicó que se estaban ultimando los detalles respecto a la operación y programación de la señal, lo que obligó a realizar un breve paréntesis en la programación habitual. Se anunció que IP Noticias regresará a la brevedad renovado, luego de este intervalo, con el objetivo de ofrecer una grilla periodística de primer nivel, brindando información y abordando la actualidad desde distintos ángulos. Asimismo, se confirmó que la señal de IP seguirá sintonizándose en los canales habituales.
El 4 de junio de 2025, IP Noticias emitió un comunicado anunciando su regreso a la pantalla con una nueva grilla para el día siguiente, tras un breve paréntesis en su programación. Este retorno se produce luego de un proceso de reordenamiento operativo anunciado días antes, y marca el regreso del canal bajo la gestión íntegra del Grupo Octubre. La nueva etapa estará encabezada por Marcelo Antin y Diego Toni, quienes asumieron la dirección del canal.

## Controversias

### Despido de Melina Fleiderman y conflicto entre medios de comunicación (2023)
El 25 de julio de 2023, la periodista Melina Fleiderman denunció públicamente a través de su cuenta oficial en la plataforma Instagram su despido del canal, argumentando que la decisión estuvo motivada por su incorporación al nuevo canal de noticias Extra TV propiedad de Franco Bindi, y por su negativa a aceptar presiones por parte del gerente de noticias, Gerardo Foia Caruso.

### Renuncia de Gerardo Foia Caruso tras el despido de Melina Fleiderman (2023)
El 28 de julio de 2023, Gerardo Foia Caruso presentó su renuncia como director general de IP Noticias, en medio del escándalo y las críticas generadas por el caso Melina Fleiderman, lo que derivó en cambios en la estructura de la dirección del canal.

### Denuncia de IP Noticias contra Javier Milei por difundir fake news (2023)
El 29 de octubre de 2023, en un contexto político marcado por las elecciones presidenciales, IP Noticias denunció a través de su cuenta oficial en la plataforma X (anteriormente Twitter) que el entonces candidato presidencial Javier Milei había difundido información falsa. Según la denuncia, Milei compartió acusaciones infundadas contra el político Agustín Rossi, basándose en una cuenta falsa que utilizaba la imagen y el logo del canal para diseminar desinformación.

### Ataque al equipo de IP Noticias en el barrio de Constitución (2024)
El 22 de noviembre de 2024, el equipo de IP Noticias, compuesto por la periodista Valentina Blasón y el camarógrafo Sebastián Riego, fueron agredidos a botellazos mientras cubrían un violento enfrentamiento en el barrio de Constitución, Buenos Aires. El hecho ocurrió mientras documentaban una pelea a machetazos entre dos personas, un incidente que había ganado notoriedad en redes sociales y medios de comunicación. Durante la cobertura, personas desconocidas atacaron el móvil del canal, lo que puso en riesgo la integridad del equipo periodístico.El camarógrafo agredido fue identificado como Sebastián Riego, según relató la periodista Valentina Blasón en su cuenta oficial de Instagram tras el ataque.

### Agresión a camarógrafo de IP Noticias frente a la Casa Rosada (2024)
El 10 de diciembre de 2024, durante la cobertura del primer aniversario de la presidencia de Javier Milei, el camarógrafo Jorge Occhiuzzi del canal IP Noticias fue agredido frente a la Casa Rosada. Según denunció el medio, Occhiuzzi fue atacado físicamente por un militante identificado con el movimiento libertario mientras realizaba su trabajo periodístico. La agresión incluyó golpes y arañazos, acompañados de insultos como "zurdo". Este incidente generó un amplio repudio en diversos sectores políticos y sociales, destacando la preocupación por la seguridad de los trabajadores de prensa y la creciente violencia hacia los medios de comunicación en un contexto de polarización política. La agresión fue vista como un ataque a la libertad de prensa y reavivó el debate sobre el respeto y la protección de los periodistas en el ejercicio de su labor.